# 신서파
신서파(信西派)란 서교 즉 천주교에 호의적인 양반 계급을 말한다. 영조 때부터 시작한 탕평책으로 여러 당파 사람을 기용하는 중에 오랫동안 변두리에 있었던 남인들이 기용 되었다. 남인들 중 천주교를 사교라 주장하면서 자기들이 벼슬을 더 차지하여 자기 당에 있는 사람을 쫓아내려 한 자들을 공서파라 하고, 피해를 입은 사람들을 두고 신서파라 한다.
조선의 붕당은 생산물의 공급과 수요 불균형, 공무원직 수요와 공급의 불균형에서 생긴 것이다. 물론 세계 어느 나라 사람이나 권력이나 재물을 독점하고자 하는 경향이 있다. 공무원 시험 자격을 가진 양반은 아이를 많이 낳고, 첩을 들여 더욱 더 많이 낳았다. 양반의  인구는 계속 증가하고, 양반 아닌 인구는 증가하지 않았다. 즉 생산하는 사람은 늘지 않고 소비 인구만 늘었다. 소비자인 양반 계급을 먹여 살리는 생산과 유통하는 사람인 농업, 공업, 상업을 하는 사람이 많이 늘지 않으니 물자가 부족해진다.
이런 상황에서는 어떤 당파가 집권을 해도 여전히 실물의 생산과 소비, 관지의 수요와 공급 불균형이 해소되지 않는다. 집권하면 바로 두 개 이상 파당으로 갈라진다. 벼슬자리가 모자라기 때문이다. 독식을 해도 벼슬자리 수요가 너무 많아 먹을 것이 모자라기 때문이다. 중앙 공무원으로 뽑힌 과거 대과 급제자 숫자가 너무 많았다. 이 때문에 읍에도 보냈다. <현령>이라 한다. 이것도 높은 벼슬이라 족보에 올렸다. 대기 발령자가 많아 뇌물을 주어 발령을 받았다. 생산 계층이 적고 산품이 많지 않아 할 수 없이 인두세를 강화했다.
사망 신고를 해도 이름을 제외하지 않고 모두 기록하여 뼈만 남은 시체에다 세금을 매기기도 하였는데, 이를 백골포라 한다. 신서파는 정승 채제공이 죽고, 신서파에 호의적이던 정조가 죽자 다음 해인 1801년 사실상 없어졌다. 1801년 봄과 겨울 두 차례에 걸쳐서, 공서파들이 나서 신서파의 지도자급 사람들을 거의 다 죽여버렸다. 당시 조선의 3대 천재라던 이가환은 죽이려는 줄 알고 6일간 금식해 기절했다.
의금부는 물 한 모금 주지 않고 기절한 이가환을 길바닥에 내버려 죽게 했다. 보고서에는(순조실록 참조) 범죄 사실을 확인하고 때려 죽였다 거짓말했다.[당초부터 때려 죽이려 한 것이다. 조성을 교수 <연보로 본 다산 정약용>참조>